# Dusona femoralis
Dusona femoralis là một loài tò vò trong họ Ichneumonidae.